# مزرعه غنچعلی‌خان
مزرعه غنچعلی‌خان یک منطقهٔ مسکونی در ایران است که در دهستان ارزوئیه واقع شده‌است. مزرعه غنچعلی‌خان ۱۲ نفر جمعیت دارد.